# 第1届美国国会
第1届美国国会是美国国会第一次召开，任期由1789年3月4日至1791年3月4日，也是乔治·华盛顿总统第一个任期的前两年。国会原在纽约市的联邦厅（现联邦国家纪念堂）集会，然后搬到费城的国会厅。美国众议院第1届席次分布基于美国宪法第一条，第二款，第三节的规定。两院的多数议员支持华盛顿总统的政府。此届国会通过了美国权利法案。